# Draco Malfoy
|  | Alább a cselekmény részletei következnek! |

Draco Lucius Malfoy (1980. június 5.), a Harry Potter-regények egyik szereplője, Narcissa Black és  Lucius Malfoy egyedüli gyermeke, a Black és a Lestrange házaspárral áll rokonságban. Neve gonosz sárkányt jelent. Szülei egyetértenek a Halálfalók nézeteivel, s eszerint nevelik fel. A Roxfort Boszorkány- és Varázslóképző Szakiskola diákja 1991-1998-ig, elsőévesen a Mardekár házba lett osztva, mint családja többi tagja. Barátságot kötött Vincent Crakkal, Gregory Monstro-val, Pansy Parkinsonnal és a többi mardekárossal, míg Harry Potter ellenségévé vált. Házában ő az egyik prefektus és ötödévesen tagja lesz Dolores Umbridge Főinspektori Különítményének. Ötödév végén apja az Azkabanba kerül a minisztériumi csatát követően. Voldemort megbízza Lucius hibájának kiküszöbölésével, miszerint ölje meg Albus Dumbledore-t. Mindössze tizenhat évesen már a halálfalók közé tartozik, de hamar megbánja csatlakozását. Képtelen teljesíteni feladatát, helyébe Perselus Piton lép, ezek után csak kisebb dolgokat teljesít, azokat is vonakodva. A második varázslóháborúban ő és családja még Voldemort bukása előtt átáll, elkerülve a szabadságvesztést. Draco feleségül veszi Astoria Greengrass-t, s születik egy fia, Scorpius Malfoy.
Karakterét a könyv filmváltozataiban Tom Felton alakítja.
Leghamarabb az első kötetben, Madam Malkinnál találkozhatunk vele, ekkor máris kiderül, hogy cseppet sem szíveli a mugli születésűeket. Miután Harry visszautasítja a barátságát,  utálatuk egymás iránt kölcsönös lesz. Ezek után mindenhol megpróbál belekötni a fiúba és háztársaiba. Majdnem ki is rúgatta Harryt és barátait, de terve visszaütött rá, és büntetőmunkát kapott.
Szőke, mardekáros fiú, akit a második részben Harry, Hermione és Ron Mardekár utódjának hisz, míg egy százfűléfőzetes trükkel rá nem jönnek tévedésükre. Malfoy első osztály óta Harry vetélytársa, állandóan harcban állnak szóban és tettben.
Szívesen hangoztatja származását, a mugli születésűeket lenézi. Hermionét származása miatt többször is sárvérűnek titulálja, Ront pedig vérárulónak. Ő lesz a Mardekár fogójátékosa, de nem azért, mert tehetséges, hanem azért, mert az apja (Lucius Malfoy) a mardekáros csapat összes tagjának megveszi a legjobb versenyseprűt. Ron megakarta átkozni de a törött pálcája miatt visszafelé sült el a dolog. A kviddicsmeccsen Draco nem teljesít valami jól, és miatta a Mardekár elveszti a meccset a Griffendéllel szemben. A Malfoy család házimanóját (Dobbyt) Harry csellel felszabadította.
A harmadik részben Hagrid kedvence, Csikócsőr megsebesíti, mert Draco nem figyelt oda a tanár magyarázatára, és felbőszítette a sértődékeny állatot. Harryéknek kell megmenteniük a hippogriffet a kivégzéstől. (Sirius a regény végén Csikócsőr hátán repül el.) Hermione egy lénygondozás-óra után felpofozza.
A negyedik részben a Trimágus Tusa alatt Cedric Diggoryt támogatja, kampányt szervez Harry Potter lejáratására.
Az ötödik részben néhány más mardekáros diákkal együtt Dolores Umbridge oldalán áll, és tagja lesz a Főinspektori Különítménynek. Ő kapja el, és adja fel Harryt Dolores Umbridge-nek.
A hatodik részben kiderül, hogy apja nyomdokaiba lépett, és valószínűleg viseli Voldemort halálfalóinak jelét, a Sötét jegyet. Az Abszol úton meglátta Harry és Ron amikor a Borgin & Burkesben fenyegeti a tulajdonost, azzal hogy Fenrir Greyback jó barátja a Malfoy családnak és egyszer-kétszer elmegy megnézni hogyan megy az üzlet(hogy Draco elvárásainak megfelelő a Borgin & Burkes.)  Azt a megbízást kapja Voldemorttól, hogy nyisson utat a csatlósainak a Roxfortba, s ő ezt meg is teszi, bár egy év munkájába kerül. (Neki kellene megölnie Dumbledore-t, de képtelen rá, s ezért Piton követi el a tettet.) Harry egy számára ismeretlen sötét varázslattal a Sectumsepraval megsebesíti, de Piton meggyógyítja. Végül a halálfalókat a Szükség Szobáján keresztül viszi be az iskolába, méghozzá az ott található Volt-Nincs szekrény segítségével.
A hetedik részben apjával, Lucius Malfoyjal, és anyjával, Narcissa Malfoyjal együtt megvetik őt a halálfalók és Voldemort, mert nem tudta teljesíteni a feladatot, amit a Sötét Nagyúr rábízott. A roxforti csatában eltűnik. Harry kimenti a Szükség Szobájából, majd megmenti Fenrir Greybacktől is, amit ő nem köszön meg, de hálás érte. Anyja kétségbeesetten keresi, és csak azért mondja azt Voldemortnak, hogy Harry meghalt, mert Harry tudtára adta, hogy Draco még él.  Az epilógusból kiderül, hogy megnősül (felesége Astoria Greengrass), és születik egy Scorpius nevű fia.
Az Elátkozott Gyermek című színdarabban mint apuka kap újra szerepet.